# Alice Comyn, Condessa de Buchan
Alice Comyn (1289 – 3 de julho de 1349) foi uma  membro da nobreza normando-escocesa  sendo uma membro da ponderosa Família Comyn, da Casa de Balliol, que eram pretendentes do trono escocês contra seus rivais da Casa de Bruce. Ela eram sobrinha de João Comyn, Conde de Buchan, de quem qual ela era herdeira. O  ondado de Buchan, no entanto, foi mais tarde reivindicado pelo marido de Alice, Henrique de Beaumont, conde de Buchan, por direito de sua esposa.
Alice foi a avó materna de Branca de Lencastre, e, portanto, bisavó do rei Henrique IV de Inglaterra.
Foi luta continuada de seu marido por seu titulo herdado uma das causas da Segunda Guerra de Independência Escocesa.

## Família
Alice nasceu em Aberdeenshire, na Escócia, em 1289, como a filha mais velha de Alexander Comyn, xerife de Aberdeen e Joan Le Latimer, e neta de Alexander Comyn, Conde de Buchan. Tinha uma irmã mais nova, Margarida, que mais tarde iria se casar com Sir João Ross, e depois com Sir Guilherme Lindsay, senhor de Symertoun.
Os avós paternos de Alice foram Alexander Comyn 2.º conde de Buchan, chefe de justiça  e Condestável da Escócia, e Isabel de Quincy, e seus avós maternos eram Guilherme Le Latimer e Alicia Ledet.
O tio de Alice foi João de Comyn, conde de Buchan, um dos nobres mais poderosos na Escócia. O conde, que morreu em dezembro de 1308, foi casado com Isabel MacDuff, mas o casamento não gerou filhos. Alice era herdeira João de Comyn para o título de Condessa de Buchan, embora o condado tenha sido confiscado pela coroa antes da morte de seu tio na Inglaterra, para onde tinha fugido.

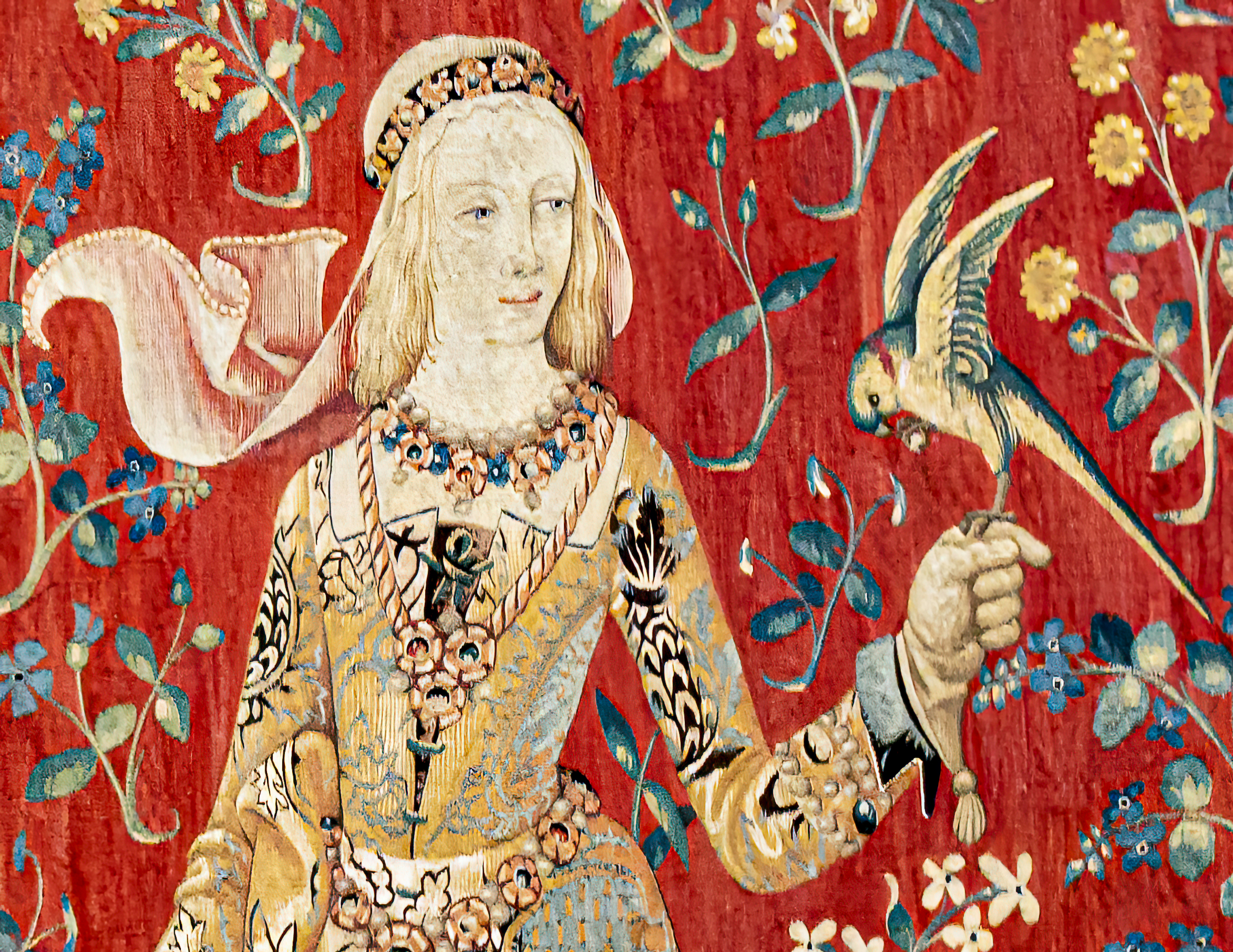
Branca de Lencastre era avó de Alice Comyn e Henrique de Beaumontee

## Casamento e filhos
Pouco antes de 14 de julho de 1310, Alice casou com Henrique de Beaumont, Senhor Beaumont, o filho de Luiz de Brienne, Visconde de Beaumont e Agnes, Viscondessa de Beaumont. Após seu casamento, ela foi denominada como Senhora Beaumont. Henrique  foi uma figura chave nas guerras anglo-escocesas dos séculos XIII e XIV. Em consequência de seu casamento com Henrique, Alice tinha se tornado, aos olhos de escoceses, irremediavelmente inglesa, portanto, os escoceses reconheciam o direito da irmã Margarida para o Condado de Buchan e negavam o de Alice.
O casamento produziu dez filhos:
- Caterine de Beaumontee (falecida em 11 de novembro de 1368), casou com David Strathbogie III, Conde de Atholl, por quem teve um filho.
- Isabel de Beaumont (falecida em 27 de outubro de 1400), casou-se com Nicolas Audley, 3.º barão Audley. Morreu sem filhos.
- Ricardo de Beaumont
- João de Beaumont (morreu jovem)
- Thomas de Beaumont
- Alice de Beaumont
- Joana de Beaumont, casada com Sir Fulk FitzWarin, 3.º Lorde FitzWarin
- Beatrice de Beaumont, casada com Carlos I, Conde de Dammartin
- João de Beaumont, 2.º Senhor Beaumont (1318 - 14 Abril 1342), em 6 de novembro de 1330 casou com o sua primeira esposa, Leonor de Lencastre, com quem teve um filho. Ele foi morto em um torneio.
- Isabel de Beaumont (c.1320-1361), casada em 1337 com Henrique de Grosmont, 1.º Duque de Lancaster, de quem teve duas filhas, Matilde de Leicester e Branca de Lencastre.

## Condessa de Buchan
Em abril de 1313, Isabel de MacDuff, viúva do tio de Alice, João Comyn, foi colocada sob a custódia dos Beaumont, após sua libertação da prisão. Ela tinha sido confinado em uma cela durante quatro anos por ordens do Rei Eduardo I depois de ter coroado Roberto de Bruce rei da Escócia em março 1306. Em 1310, ela foi mandada para um convento, e três anos mais tarde foi enviada a uma das casas senhoriais de Beaumont, onde morreu em uma data desconhecida.
Em 1314, Henrique de Beaumont lutou na Batalha de Bannockburn do lado Inglês.
Em algum momento entre 1317 e 1321, Alice conseguiu as propriedades inglesas de sua irmã mais nova, Margarida.
Em 22 de janeiro de 1334, o marido de Alice, Henrique foi convocado para o Parlamento como Conde de Buchan. Ele foi reconhecido como conde desde essa data até 16 de novembro de 1339. Em 10 de fevereiro de 1334, ele se sentou no Parlamento escocês com o mesmo título. A implacável perseguição de Henry pelo condado de que Alice havia herdado foi um dos fatores que levaram à Segunda Guerra de Independência Escocesa entre os Comyns e seus antigos rivais, a Casa de Bruce.
Alice morreu em 3 de julho de 1349 com a idade de sessenta anos. Seu marido Henrique tinha morrido em 1340 nos Países Baixos, onde tinha ido com o rei Eduardo III de Inglaterra.
Com a morte de Alice, o condado de Buchan foi passado aos herdeiros da família Comyn.
Entre os numerosos descendentes de Alice estão incluídos, os reis Henrique IV de Inglaterra e Henrique V de Inglaterra, Filipa de Lencastre, Ana Bolena, a segunda esposa de Henrique VIII de Inglaterra e Humphrey Kynaston.